# Gare de Leipzig-Plagwitz
La gare de Leipzig-Plagwitz (Bahnhof Leipzig-Plagwitz) est une gare ferroviaire de la ligne de Leipzig à Probstzella (de). Elle est située au sud de la Karl-Heine-Straße, au nord de l'Antonienstraße et à l'est de la Thüringerstraße et du cimetière de Plagwitz (Friedhof Plagwitz) à Leipzig-Plagwitz en Allemagne. 
Mise en service en 1873, c'est une gare de la Deutsche Bahn desservie par les trains régionaux EBx12 et l'EB22 de l'Erfurter Bahn (de) et depuis décembre 2013 par le S-Bahn 1 d'Allemagne centrale. 

## Situation ferroviaire
La gare de Leipzig-Plagwitz est établie au point kilométrique (PK) 10,760 de la ligne de Leipzig à Probstzella (de).

## Histoire
La gare est ouverte le 20 octobre 1873 par les Chemins de fer d'État de la Prusse sous le nom de gare de Zeitz (Zeitzer Bahnhof). Après l'intégration de Plagwitz à Leipzig en 1871, elle prend le nom de gare de Plagwitz-Lindenau. Les voies, les quais et l'enceinte de la gare faisaient 550 m. de long et 80 m. de large. Il y avait 14 aiguillages. Le bâtiment voyageurs est construit en brique rouge sur une longueur de 46 m.  À ses côtés se trouvait une halle à marchandises de 25 m. de long.
L'industriel lipsien Karl Heine agrandit la gare de 37 voies industrielles qui desservent la zone de Plagwitz. Au 1er septembre 1879, la gare est reliée au Chemins de fer d'État du royaume de Saxe (de). En raison de la concurrence féroce à laquelle se livraient les chemins de fer prussiens et saxons, la gare de Plagwitz-Lindenau tout comme la gare centrale de Leipzig s'est retrouvée partagée entre les deux compagnies. La partie saxonne était destinée au fret tandis que la gare prussienne était vouée au trafic voyageurs. La fondation de la Deutsche Reichsbahn en 1920 fusionne les deux compagnies Au 1er juin 1922, la gare est scindée en deux : l'ancienne gare saxonne devient la gare industrielle de Leipzig-Plagwitz (de) tandis que l'ancienne gare prussienne devient la gare de Leipzig-Plagwitz.
Depuis 1969, la gare est également desservie par le S-Bahn de Leipzig ; depuis décembre 2013, par le S-Bahn d'Allemagne centrale, qui fusionne le S-Bahn de Halle et de Leipzig.

## Service des voyageurs

### Accueil
On y accède via l'Engertstraße à l'ouest où aboutissent la Karl-Heine-Straße, la Weißenfelser Straße et la Naumburger Straße. Elle dispose d'un accès aux personnes handicapées.

### Desserte
Elle est desservie par les trains régionaux EBx12 et l'EB22 de l'Erfurter Bahn et par le S-Bahn 1 d'Allemagne centrale. 

Installations et desserte
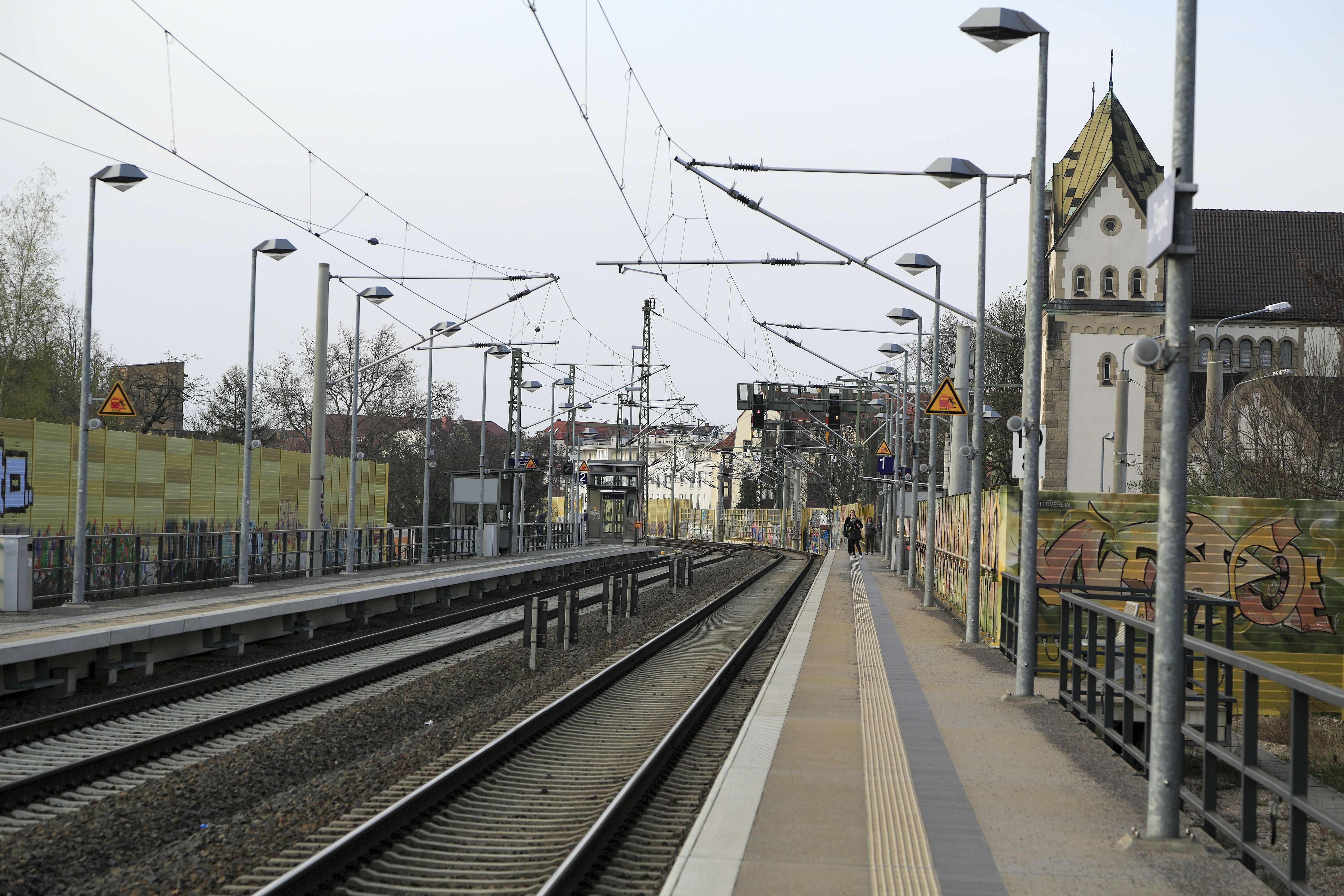
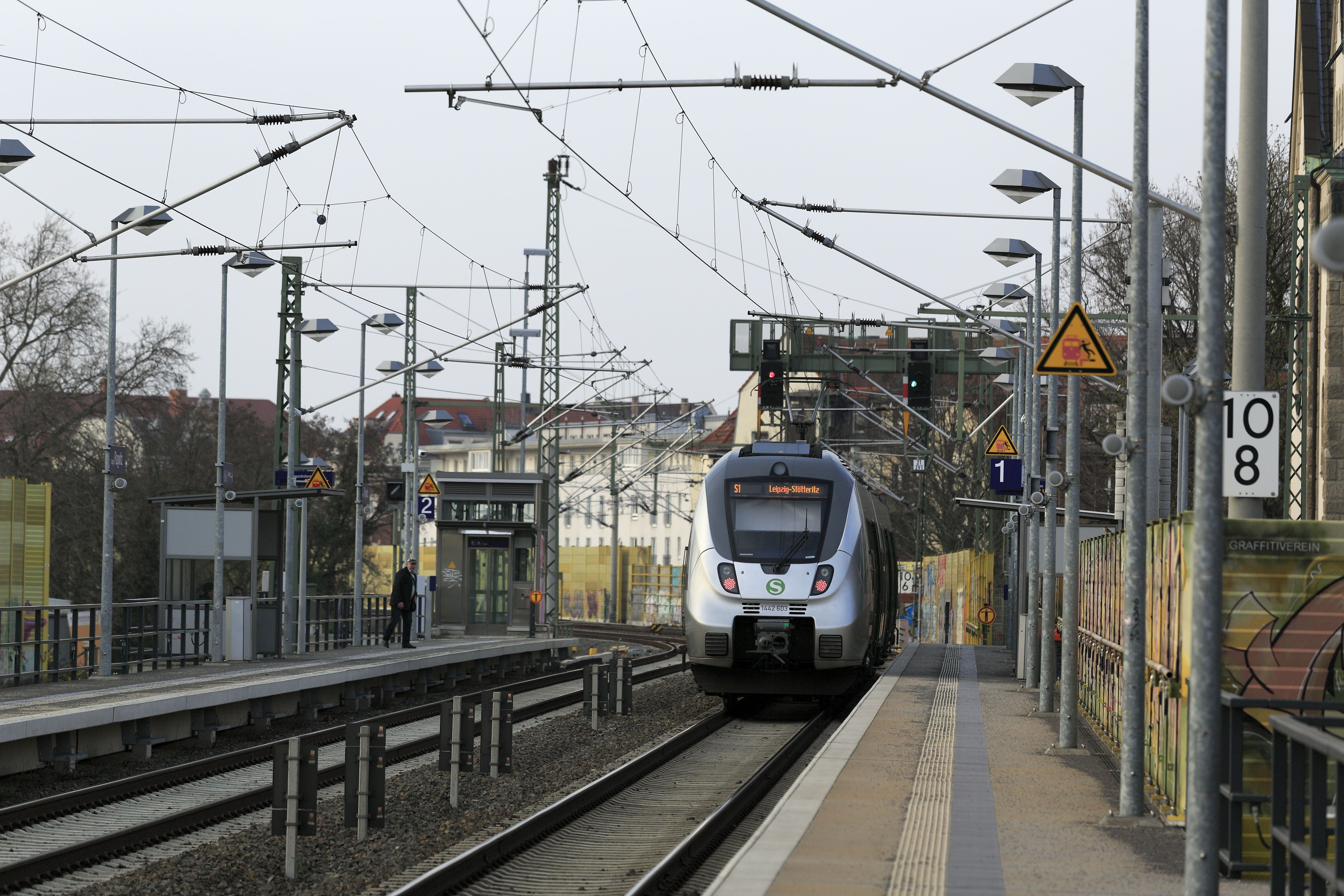
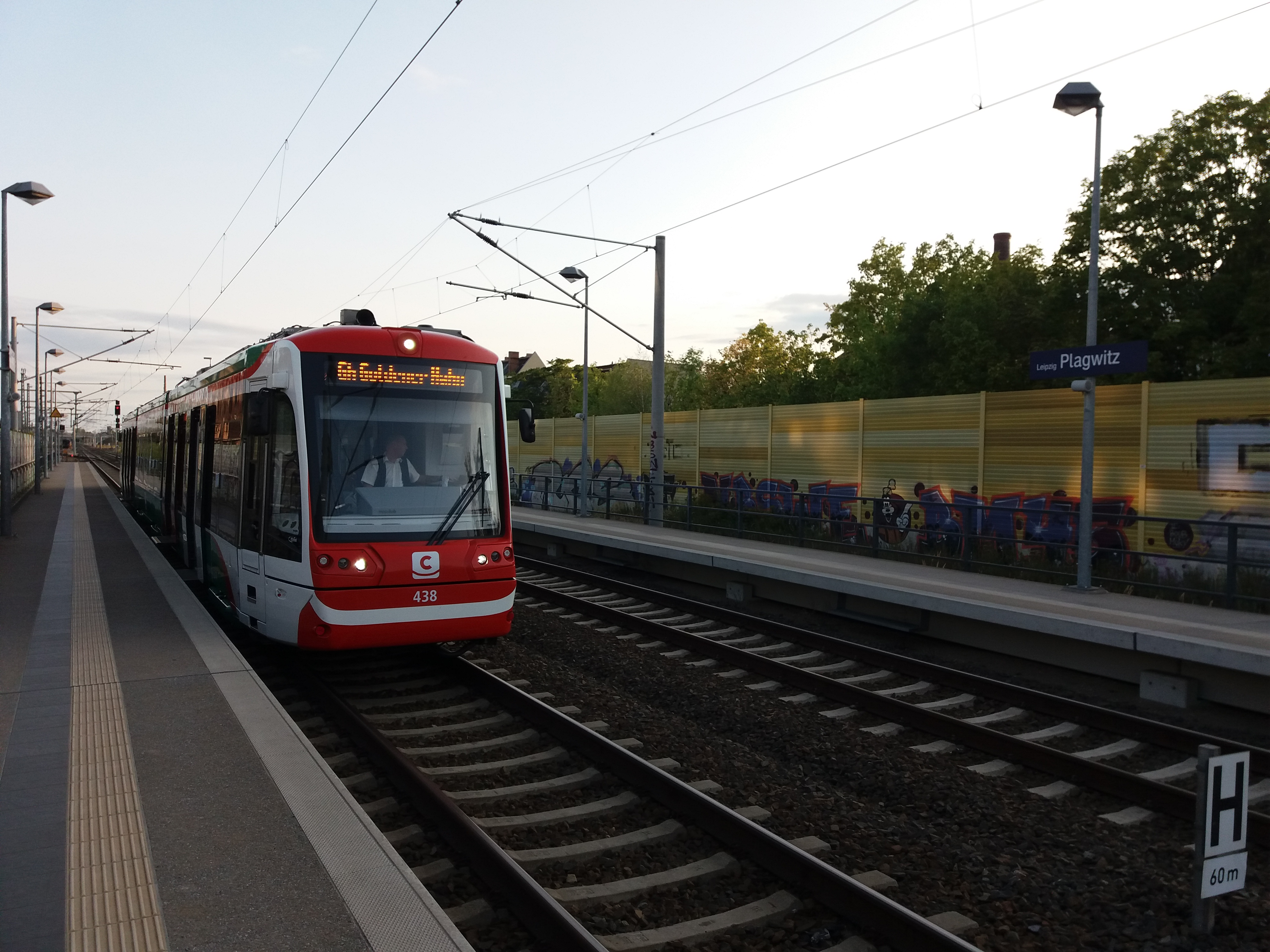

### Intermodalité
Elle dispose d'un parc pour les vélos et un parking pour les véhicules.